# Nightlife
Nightlife (укр. Нічне життя) — сьомий студійний альбом британського поп-гурту Pet Shop Boys. За словами Ніла Теннанта, «вночі до людей приходять особливо похмурі почуття, тому альбом витриманий в похмурому, темному стилі». У Великій Британії альбом зайняв 7-е місце.

## Список пісень
1. «For Your Own Good» — 5:12
2. «Closer To Heaven» — 4:07
3. «I Don't Know What You Want But I Can't Give It Anymore» — 5:09
4. «Happiness Is An Option» — 3:48
5. «You Only Tell Me You Love Me When You're Drunk» — 3:12
6. «Vampires» — 4:43
7. «Radiophonic» — 3:32
8. «The Only One» — 4:21
9. «Boy Strange» — 5:10
10. «In Denial» (за уч. Кайлі Міноуг) — 3:20
11. «New York City Boy» — 5:16
12. «Footsteps» — 4:24

## Чарти

### Тижневі чарти
| Чарт (1999)                                        | Найвища позиція |
| -------------------------------------------------- | --------------- |
| Австралія Australian Albums (ARIA)                 | 25              |
| Австрія Austrian Albums (Ö3 Austria)               | 16              |
| Бельгія Belgian Albums (Ultratop Flanders)         | 29              |
| Бельгія Belgian Albums (Ultratop Wallonia)         | 41              |
| Канада Canada Top Albums/CDs (RPM)                 | 11              |
| Czech Albums (ČNS IFPI)                            | 19              |
| Danish Albums (Hitlisten)                          | 9               |
| Нідерланди Dutch Albums (MegaCharts)               | 61              |
| European Albums (Music & Media)                    | 3               |
| Фінляндія Finnish Albums (Suomen virallinen lista) | 18              |
| Франція French Albums (SNEP)                       | 36              |
| Німеччина German Albums (Offizielle Top 100)       | 2               |
| Угорщина Hungarian Albums (MAHASZ)                 | 22              |
| Italian Albums (Musica e dischi)                   | 36              |
| Japanese Albums (Oricon)                           | 12              |
| Норвегія Norwegian Albums (VG-lista)               | 16              |
| Шотландія Scottish Albums (OCC)                    | 15              |
| Spanish Albums (AFYVE)                             | 9               |
| Швеція Swedish Albums (Sverigetopplistan)          | 4               |
| Швейцарія Swiss Albums (Schweizer Hitparade)       | 9               |
| Велика Британія UK Albums (OCC)                    | 7               |
| США Billboard 200                                  | 84              |

### Річні чарти
| Чарт (1999)                        | Позиція |
| ---------------------------------- | ------- |
| German Albums (Offizielle Top 100) | 99      |

## Сертифікації
| Регіон                                             | Сертифікація | Продажі  |
| -------------------------------------------------- | ------------ | -------- |
| Німеччина (BVMI)                                   | Золотий      | 150 000^ |
| Іспанія (PROMUSICAE)                               | Золотий      | 50 000^  |
| Велика Британія (BPI)                              | Золотий      | 100 000^ |
| ^відвантаження, що базуються лише на сертифікаціях |              |          |